# Bruant de Henslow
Centronyx henslowii
Espèce
Répartition géographique
- Aire de nidification
- Aire d'hivernage

Statut de conservation UICN

 LC  : Préoccupation mineure
Le Bruant de Henslow (Centronyx henslowii) est une espèce de passereaux appartenant à la famille des Passerellidae.
Il fut nommé en l'honneur de John Stevens Henslow (1796-1861).

## Habitat
Pendant la saison de reproduction il vit dans les prairies avec de l'herbe haute et dense, des arbres morts et une épaisse litière de feuilles. Il est souvent associé avec le pin Pinus palustris.

## Répartition et sous-espèces
Selon la classification de référence du Congrès ornithologique international (15.1, 2025) il se répartit en deux sous-espèces :
- C. h. susurrans (Brewster, 1918) — nord-est des États-Unis ; hiverne en Floride ;
- C. h. henslowii (Audubon, 1829) — centre/nord des États-Unis ; hiverne dans le sud-est du pays.